# Соболева, Евгения Викторовна
Евгения Викторовна Соболева (род. 26 августа 1988, Кириши, Ленинградская область) — российская ватерполистка, защитник «КИНЕФ-Сургутнефтегаз» (Кириши) и сборной России.

## Карьера
С юных лет мечтала о профессиональной спортивной карьере в водных видах спорта. Первым тренером в водном поло была Г. Баранова, открывшая для Евгении дорогу в профессиональный спорт. Играет в составе «КИНЕФ-Сургутнефтегаз». В составе клуба с 2003 года 19 раз подряд становилась чемпионкой России.
С 2005 года привлекается в сборную России. В 2006 году стала бронзовым медалистом Кубка мира. А в 2007 году стала бронзовым призёром чемпионата мира. В 2008 году россиянки становятся первыми на чемпионате Европы. В 2009 году на чемпионате мира в Риме — бронза. В 2011 году — снова бронза чемпионата мира.
Принимала участие в Олимпиаде-2008 в Пекине и Олимпиаде-2012 в Лондоне.
В составе сборной России стала серебряным призёром Чемпионата Европы — 2020.
Мастер спорта России международного класса.
Некоторое время выступала под фамилией Хохрякова, на чемпионат Европы 2016 снова заявлена как Соболева.

## Образование
Окончила Санкт-Петербургский государственный инженерно-экономический университет.

## Награды
- Медаль ордена «За заслуги перед Отечеством» II степени (25 августа 2016 года) — за высокие спортивные достижения на Играх XXXI Олимпиады 2016 года в городе Рио-де-Жанейро (Бразилия), проявленные волю к победе и целеутремленность[2].